# Montreux Volley Masters de 2011
O Montreux Volley Masters de 2011 foi realizado em Montreux, Suíça entre 7 de junho e 12 de junho de 2011. Participaram do torneio 8 seleções. A Seleção do Japão venceu o torneio, Cuba ficou em segundo e a China em terceiro.

## Seleções participantes
- China
- Cuba
- Alemanha
- Holanda
- Estados Unidos
- Japão
- Itália
- Perú

## Grupos
| Grupo A                            | Grupo B                         |
| ---------------------------------- | ------------------------------- |
| Alemanha Estados Unidos China Peru | Japão Cuba Itália Países Baixos |

## Grupo A
| Pos | Equipe         | Pts | J | V | D | SP | SC | PP  | PC  |
| --- | -------------- | --- | - | - | - | -- | -- | --- | --- |
| 1   | China          | 7   | 3 | 3 | 0 | 9  | 5  | 320 | 281 |
| 2   | Estados Unidos | 6   | 3 | 2 | 1 | 8  | 6  | 300 | 278 |
| 3   | Alemanha       | 5   | 3 | 1 | 2 | 7  | 6  | 291 | 266 |
| 4   | Peru           | 0   | 3 | 0 | 3 | 2  | 9  | 186 | 272 |

PTS - pontos, J - jogos, V - vitórias, D - derrotas, SP - sets pró, SC - sets contra, PP - pontos pró, PC - pontos contra

### Resultados
| 7 de junho de 2011  |       |                |
| Peru                | 1 – 3 | Estados Unidos |
| 7 de junho de 2011  |       |                |
| China               | 3 – 2 | Alemanha       |
| 8 de junho de 2011  |       |                |
| Peru                | 0 – 3 | Alemanha       |
| 9 de junho de 2011  |       |                |
| Peru                | 1 – 3 | China          |
| 9 de junho de 2011  |       |                |
| Estados Unidos      | 3 – 2 | Alemanha       |
| 10 de junho de 2011 |       |                |
| Estados Unidos      | 2 – 3 | China          |

## Grupo B
| Pos | Equipe        | Pts | J | V | D | SP | SC | PP  | PC  |
| --- | ------------- | --- | - | - | - | -- | -- | --- | --- |
| 1   | Cuba          | 8   | 3 | 3 | 0 | 9  | 3  | 277 | 257 |
| 2   | Japão         | 6   | 3 | 2 | 1 | 8  | 5  | 288 | 258 |
| 3   | Países Baixos | 4   | 3 | 1 | 2 | 5  | 7  | 266 | 276 |
| 4   | Itália        | 0   | 3 | 0 | 3 | 2  | 9  | 237 | 277 |

PTS - pontos, J - jogos, V - vitórias, D - derrotas, SP - sets pró, SC - sets contra, PP - pontos pró, PC - pontos contra

### Resultados
| 7 de junho de 2011  |       |               |
| Cuba                | 3 – 1 | Itália        |
| 8 de junho de 2011  |       |               |
| Países Baixos       | 0 – 3 | Cuba          |
| 8 de junho de 2011  |       |               |
| Japão               | 3 – 0 | Itália        |
| 9 de junho de 2011  |       |               |
| Países Baixos       | 2 – 3 | Japão         |
| 10 de junho de 2011 |       |               |
| Itália              | 1 – 3 | Países Baixos |
| 10 de junho de 2011 |       |               |
| Japão               | 2 – 3 | Cuba          |

## Finais
|  | Semifinais                     | Semifinais                     |   |                                | Final                          | Final |  |
|  |                                |                                |   |                                |                                |       |  |
|  | 11 de junho de 2011 - Montreux |                                |   |                                |                                |       |  |
|  | Estados Unidos                 | 1                              |   |                                |                                |       |  |
|  | Cuba                           | 3                              |   |                                |                                |       |  |
|  |                                |                                |   |                                |                                |       |  |
|  |                                |                                |   |                                | 12 de junho de 2011 - Montreux |       |  |
|  |                                |                                |   |                                | Cuba                           | 0     |  |
|  |                                | Japão                          | 3 |                                |                                |       |  |
|  |                                |                                |   |                                |                                |       |  |
|  |                                |                                |   |                                |                                |       |  |
|  |                                |                                |   |                                | 3° lugar                       |       |  |
|  | 11 de junho de 2011 - Montreux | 11 de junho de 2011 - Montreux |   | 12 de junho de 2011 - Montreux | 12 de junho de 2011 - Montreux |       |  |
|  | Japão                          | 3                              |   | China                          | 3                              |       |  |
|  | China                          | 0                              |   |                                | Estados Unidos                 | 1     |  |